# Liu Hsin (krater marsjański)
Liu Hsin – krater uderzeniowy na Marsie, leżący na 53,2° szerokości areograficznej południowej i 171,55° długości areograficznej zachodniej. Ma 134,51 km średnicy. Rozciąga się od 52,06° do 54,33° szerokości areograficznej południowej i od 169,65° do 173,44° długości areograficznej zachodniej. Nazwa zatwierdzona w 1973 roku, upamiętnia Liu Xina, chińskiego astronoma z czasów dynastii Han.

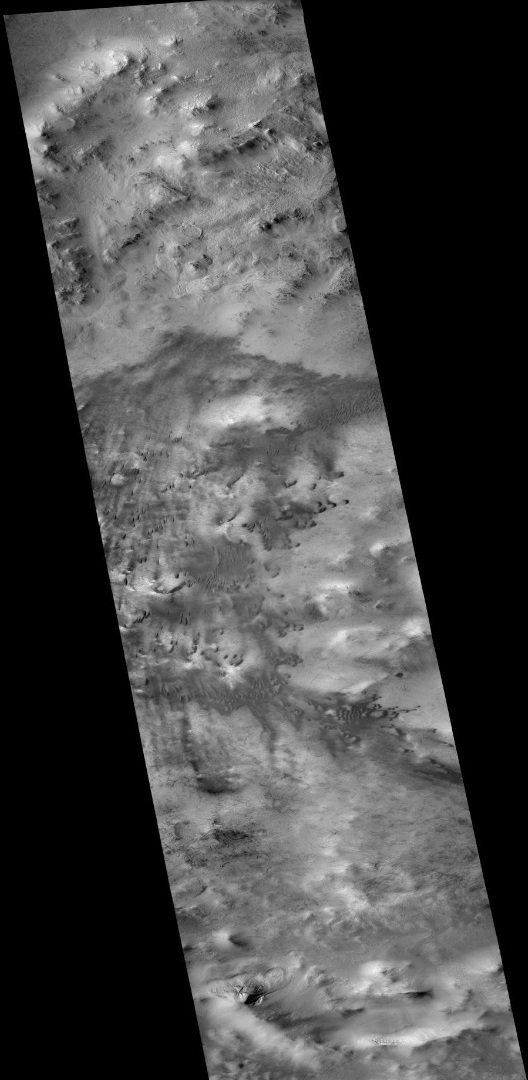
Krater Liu Hsin na zdjęciu z sondy Mars Reconnaissance Orbiter
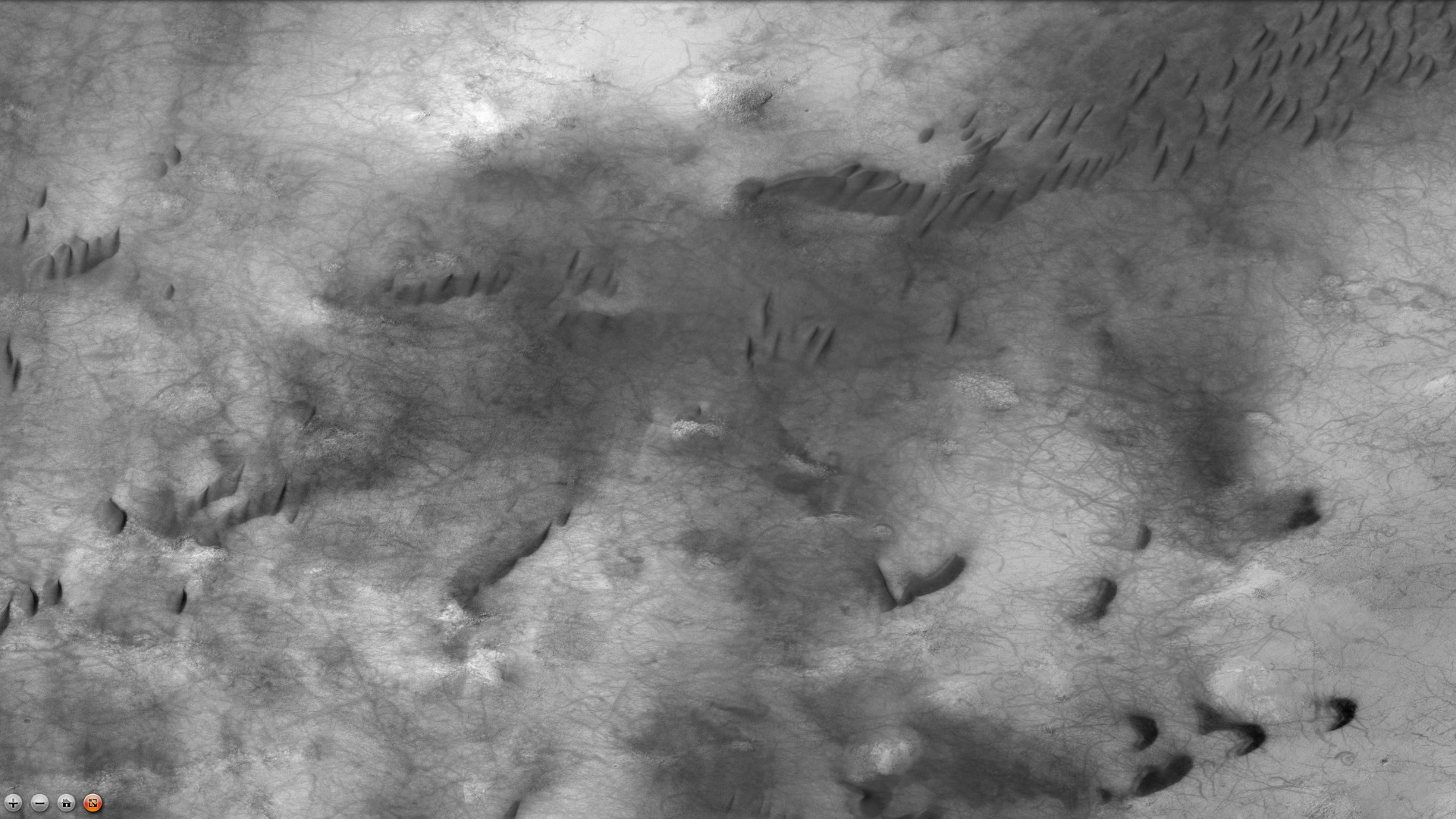
Diuny w kraterze Liu Hsin (powiększenie zdjęcia obok)
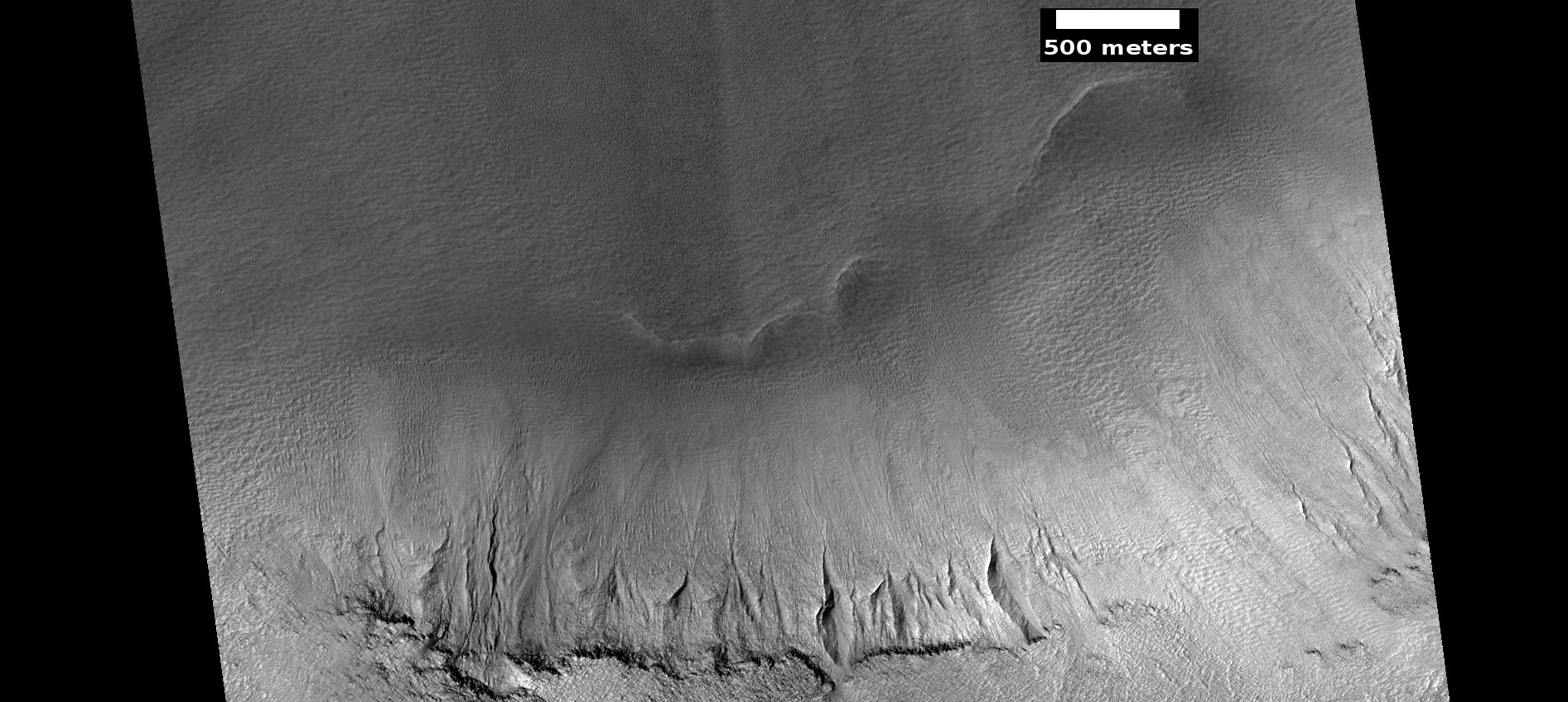
Jary w kraterze Liu Hsin; faliste linie na dnie krateru mogą być śladami po dawnych lodowcach